# Coupe d'Europe des vainqueurs de coupe de football 1989-1990
Navigation
Coupe des coupes 1988-1989 Coupe des coupes 1990-1991
La Coupe d'Europe des vainqueurs de coupe 1989-1990 voit le sacre du club italien de la Sampdoria de Gênes, qui bat les Belges du RSC Anderlecht lors de la finale disputée au stade Ullevi de Göteborg.
C'est le premier titre européen de la Sampdoria de Gênes, déjà finaliste la saison dernière et c'est le cinquième succès pour les clubs italiens. Quant au RSC Anderlecht, il dispute là la quatrième finale de Coupe des Coupes de son histoire (record partagé avec le FC Barcelone).
C'est l'attaquant italien de la Sampdoria de Gênes, Gianluca Vialli (auteur des deux buts lors de la prolongation en finale), qui remporte le titre de meilleur buteur de l'épreuve avec sept réalisations.

## Tour préliminaire
| Équipe 1                  | Résultat | Équipe 2         | Aller | Retour |
| ------------------------- | -------- | ---------------- | ----- | ------ |
| PSFC Chernomorets Bourgas | 3 - 5    | KS Dinamo Tirana | 3 - 1 | 0 - 4  |

## Seizièmes de finale
| Équipe 1             | Résultat | Équipe 2            | Aller | Retour |
| -------------------- | -------- | ------------------- | ----- | ------ |
| Real Valladolid      | 6 - 0    | Ħamrun Spartans     | 5 - 0 | 1 - 0  |
| Union Luxembourg     | 0 - 5    | Djurgårdens IF      | 0 - 0 | 0 - 5  |
| CF Belenenses        | 1 - 4    | AS Monaco           | 1 - 1 | 0 - 3  |
| Valur Reykjavik      | 2 - 4    | BFC Dynamo Berlin   | 1 - 2 | 1 - 2  |
| Beşiktaş             | 1 - 3    | Borussia Dortmund   | 0 - 1 | 1 - 2  |
| SK Brann             | 0 - 3    | Sampdoria           | 0 - 2 | 0 - 1  |
| Torpedo Moscou       | 6 - 0    | Cork City FC        | 5 - 0 | 1 - 0  |
| TJ Slovan Bratislava | 3 - 4    | Grasshopper Zürich  | 3 - 0 | 0 - 4  |
| RSC Anderlecht       | 10 - 0   | Ballymena United    | 6 - 0 | 4 - 0  |
| FC Barcelone         | 2 - 1    | Legia Varsovie      | 1 - 1 | 1 - 0  |
| Admira Wacker        | 3 - 1    | AEL Limassol        | 3 - 0 | 0 - 1  |
| Ferencváros          | 6 - 2    | FC Haka Valkeakoski | 5 - 1 | 1 - 1  |
| Panathinaïkos        | 6 - 5    | Swansea City AFC    | 3 - 2 | 3 - 3  |
| KS Dinamo Tirana     | 1 - 2    | Dinamo Bucarest     | 1 - 0 | 0 - 2  |
| FC Groningue         | 3 - 1    | Ikast FS            | 1 - 0 | 2 - 1  |
| Partizan Belgrade    | 6 - 6    | Celtic Glasgow      | 2 - 1 | e4 - 5 |

## Huitièmes de finale
| Équipe 1          | Résultat | Équipe 2           | Aller | Retour |
| ----------------- | -------- | ------------------ | ----- | ------ |
| Real Valladolid   | 4 - 2    | Djurgårdens IF     | 2 - 0 | 2 - 2  |
| AS Monaco         | 1 - 1    | Dynamo Berlin      | 0 - 0 | e1 - 1 |
| Borussia Dortmund | 1 - 3    | Sampdoria          | 1 - 1 | 0 - 2  |
| Torpedo Moscou    | 1 - 4    | Grasshopper Zürich | 1 - 1 | 0 - 3  |
| RSC Anderlecht    | 3 - 2    | FC Barcelone       | 2 - 0 | 1 - 2  |
| Admira Wacker     | 2 - 0    | Ferencváros        | 1 - 0 | 1 - 0  |
| Panathinaïkos     | 1 - 8    | Dinamo Bucarest    | 0 - 2 | 1 - 6  |
| FC Groningue      | 5 - 6    | Partizan Belgrade  | 4 - 3 | 1 - 3  |

## Quarts de finale
| Équipe 1        | Résultat | Équipe 2           | Aller | Retour            |
| --------------- | -------- | ------------------ | ----- | ----------------- |
| Real Valladolid | 0 - 0    | AS Monaco          | 0 - 0 | 0 - 0 ap (1-3)tab |
| Sampdoria       | 4 - 1    | Grasshopper Zürich | 2 - 0 | 2 - 1             |
| RSC Anderlecht  | 3 - 1    | Admira Wacker      | 2 - 0 | 1 - 1             |
| Dinamo Bucarest | 4 - 1    | Partizan Belgrade  | 2 - 1 | 2 - 0             |

## Demi-finales
| Équipe 1       | Résultat | Équipe 2        | Aller | Retour |
| -------------- | -------- | --------------- | ----- | ------ |
| AS Monaco      | 2 - 4    | Sampdoria       | 2 - 2 | 0 - 2  |
| RSC Anderlecht | 2 - 0    | Dinamo Bucarest | 1 - 0 | 1 - 0  |

## Finale
| 9 mai 1990 | Sampdoria         | 2 – 0 a.p. | RSC Anderlecht | Ullevi, Göteborg                              |                                               |
| 20:15      | Vialli 105e, 107e |            |                | Spectateurs : 20 103 Arbitrage : Bruno Galler | Spectateurs : 20 103 Arbitrage : Bruno Galler |

| SAMPDORIA :    |   |                     |  |     |
|                |   |                     |  |     |
| GK             | 1 | Gianluca Pagliuca   |  |     |
| DF             |   | Luca Pellegrini     |  |     |
| DF             |   | Moreno Mannini      |  |     |
| DF             |   | Pietro Vierchowod   |  |     |
| DF             |   | Amedeo Carboni      |  |     |
| MF             |   | Fausto Pari         |  |     |
| MF             |   | Srečko Katanec      |  | 93e |
| MF             |   | Giovanni Invernizzi |  | 53e |
| MF             |   | Giuseppe Dossena    |  |     |
| FW             |   | Gianluca Vialli     |  |     |
| FW             |   | Roberto Mancini     |  |     |
| Remplaçants :  |   |                     |  |     |
| MF             |   | Attilio Lombardo    |  | 53e |
| MF             |   | Fausto Salsano      |  | 93e |
| Entraîneur :   |   |                     |  |     |
| Vujadin Boškov |   |                     |  |     |

| ANDERLECHT :  |   |                     |  |      |
|               |   |                     |  |      |
| GK            | 1 | Filip de Wilde      |  |      |
| DF            |   | Georges Grün        |  |      |
| DF            |   | Guy Marchoul        |  |      |
| DF            |   | Stephen Keshi       |  |      |
| DF            |   | Wim Kooiman         |  |      |
| MF            |   | Patrick Vervoort    |  |      |
| MF            |   | Charles Musonda     |  |      |
| MF            |   | Arnór Guðjohnsen    |  |      |
| MF            |   | Milan Janković      |  | 112e |
| FW            |   | Marc Degryse        |  | 103e |
| FW            |   | Marc Van Der Linden |  |      |
| Remplaçants : |   |                     |  |      |
| FW            |   | Luc Nilis           |  | 103e |
| FW            |   | Luís Oliveira       |  | 112e |
| Entraîneur :  |   |                     |  |      |
| Aad de Mos    |   |                     |  |      |